# Wahagnies
Wahagnies é uma comuna francesa na região administrativa de Altos da França, no departamento do Norte. Estende-se por uma área de 5.69 km². Em 2010 a comuna tinha 2 661 habitantes (densidade: 467,7 hab./km²).